# Gwacheon
Gwacheon (Gwacheon-si; 과천시; 果川市), è una città della provincia sudcoreana del Gyeonggi.